# 吳佳慶
吳佳慶是香港長江實業地產有限公司的董事及股東，經常代表長實集團出席香港政府土地拍賣會。

## 學歷
- 美國賓夕凡尼亞大學文學學士
- 美國哈佛大學城市規劃碩士

## 外部連結
- 長實地產董事會[永久]
- 長實集團2010年報